# Меньшенин, Николай Михайлович
Никола́й Миха́йлович Меньше́нин (6 января 1956 года, Копейск, РСФСР — 19 октября 2012 года, Челябинск, Россия) — советский и российский учёный-историк, археолог и специалист по охране памятников.

## Биография
Родился 6 января 1956 года в городе Копейске Челябинской области в рабочей семье.
С 1975 года работал в составе археологической экспедиции ЧГПИ, а затем — в составе Урало-Казахстанской археологической экспедиции. В 1979 году окончил историко-педагогический факультет Челябинского Государственного педагогического института по специальности «История и обществоведение, методист по воспитательной работе».
За многие годы работы открыл на территории Южного Зауралья более 200 археологических памятников различных эпох. Участвовал в раскопках и изучении культуры Синташта, осуществлял руководство одним из раскопов на поселении Аркаим, обнаружил в ходе разведочных исследований множество археологических памятников Аркаимской долины.
С 1991 года — главный специалист Государственного научно-производственного центра по охране историко-культурного наследия Челябинской области. Инициатор первых археологических раскопок в историческом центре Челябинска, один из руководителей проекта по изучению индустриального наследия Южного Урала и целого ряда очень важных археологических исследований последний лет, в том числе на острове Веры и в окрестностях озера Зюраткуль.
Скончался от рака желудка 19 октября 2012 года в Челябинске на 57-м году жизни.

## Научные труды
- Меньшенин Н.M., Бухонин А.А., Линченко Г.В. Разведки в стопной зоне Южного Урала // Археологические открытия 1978 года. М.: «Наука», 1979.— С. 189.
- Меньшенин Н.М. Археологические ресурсы Челябинской области // Природное и культурное наследие Урала: Материалы II региональной научно-практической конференции. Челябинск: Челябинский областной краеведческий музей, 2004. – С. 157-163.
- Григорьев С.А., Меньшенин Н.М. Мегалитические сооружения острова Вера на озере Тургояк в Южном Зауралье // Известия Челябинского научного центра, 2004. Вып. 1. – С. 208—213.
- Свистунов В.М., Меньшенин Н.М., Самигулов Г.Х. Первые демидовские заводы на Южном Урале. Челябинск: Изд-во «Рифей», 2007. – 184 с[5].